# Jean-Charles della Faille
Jean-Charles della Faille (neerlandès: Jan Karel della Faille)  (Anvers, 1 de març de 1597 - Barcelona, 4 de novembre de 1652) va ser un matemàtic originari d'Anvers als Països Baixos espanyols del segle xvii, conegut, sobretot, per haver descobert la forma de calcular el centre de gravetat d'un sector circular.

## Vida
Della Faille era fill d'una rica família de comerciants d'Anvers. Va estudiar al col·legi jesuïta d'aquesta ciutat, fins que va prendre les ordes el 1613. Després de dos anys de noviciat al col·legi jesuïta de Malines, torna a Anvers on esdevé deixeble de Grégoire de Saint-Vincent. El 1620 és enviat a França, per seguir un curs de teologia a Dole i per donar classes de matemàtiques. El 1626, de retorn a Brabant, donarà classes de matemàtiques a la Universitat de Lovaina, substituint el seu mestre que havia marxat a Praga.
El 1629 és nomenat professor de matemàtiques al Colegio Imperial de Madrid, regentat pels jesuïtes, on compaginarà aquesta activitat amb classes privades a membres de la noblesa i cursos de tècnica militar i fortificacions als patges reials. El 1638 serà nomenat pel rei Felip IV cosmògraf reial del Consell d'Índies.
El 1641, el rei l'envia a la frontera de Portugal (en guerra amb Castella) com assessor del duc d'Alba i el 1644 el nomena preceptor del seu fill il·legítim Joan Josep d'Àustria del qui esdevindrà el seu principal assessor de confiança, acompanyant-lo a moltes de les seves campanyes militars: Nàpols, Sicília, Elba i Catalunya.
Della Faille va acompanyar l'exèrcit de Joan Josep d'Àustria el 1651 en el setge de Barcelona i l'octubre de 1652 va entrar a la ciutat amb les tropes vencedores, però va morir un mes després en aquesta ciutat.

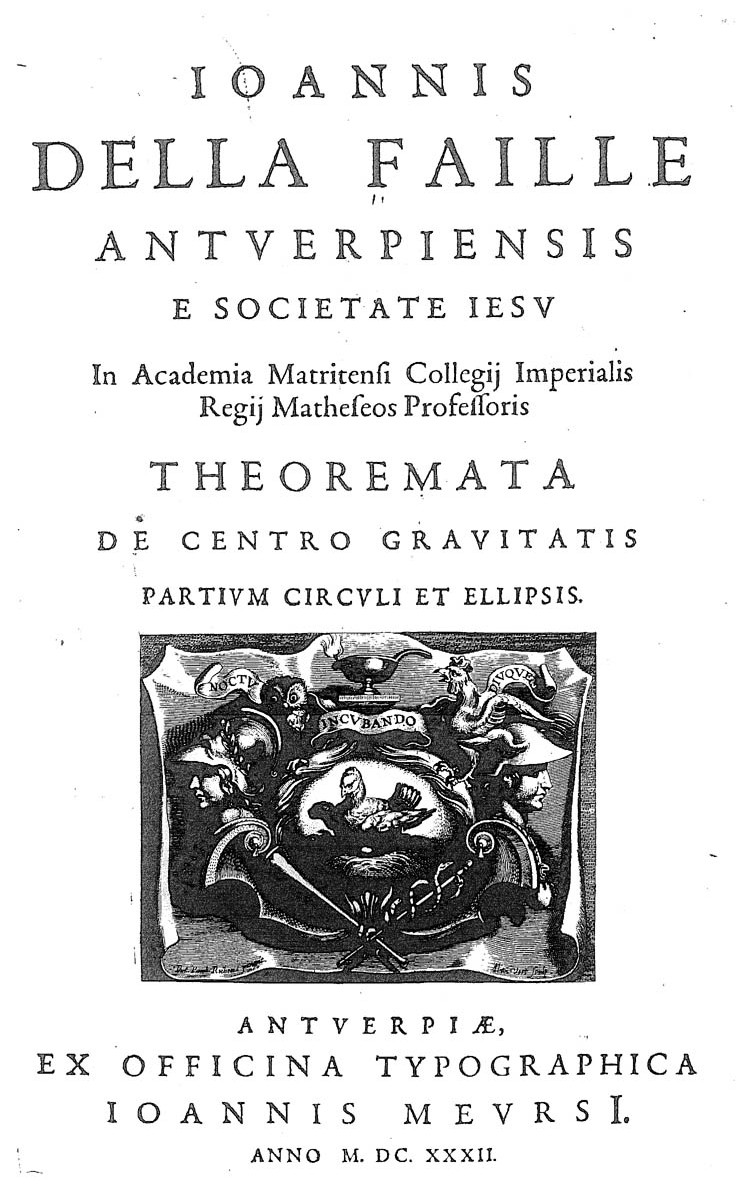
Theoremata de centro gravitatis partium circulis et ellipsis, 1632

## Obra
Les úniques obres impreses de della Faille són: Theses mechanicae (Dôle, 1625) i Theoremata de centro gravitatis partium circuli et ellipsis publicada a Anvers el 1632. És aquesta segona la que el va fer conegut. S'hi determina per primera vegada el càlcul del centre de gravetat d'un sector de cercle. Sembla que l'obra va ser portada a impremta a instàncies de Grègoire de Saint-Vincent.
A part de les seves obres publicades, es conserva un notable col·lecció d'obres manuscrites entre les que es poden citar: Tratado de las Theoricas de los Planetas, De los globos celeste y terrestre, Fábrica i uso del astrolabio de Juan de Rojas, Fábrica i uso del telescopio i un Tratado de arquitectura.
Com a cosmògraf del regne, també es va haver de preocupar per la cartografia, amb treballs que permeten pensar que fou l'introductor de la projecció de Mercator a Espanya. També s'ha mencionat una obra titulada El problema de los rumbos, que podria ser algun sistema per al càlcul de la longitud en alta mar, però no s'ha trobat aquest tractat i la natura del mètode de della Faille és desconeguda.

## Curiositat
Tot i que no hi ha unanimitat en les identificacions, existeix un quadre al Museu de Belles Arts de Budapest, atribuït a Abraham van Diepenbeeck, en el que s'ha vist Charles della Faille davant d'un jove Guillén Lombardo de Guzmán (un aventurer irlandès de nom William Lamport) que havia estat alumne seu, que va treballar com espia pel Comte-duc d'Olivares i que es va acabar auto-proclamant rei de Nova Espanya a Mèxic.